# Bomba naprowadzana laserowo

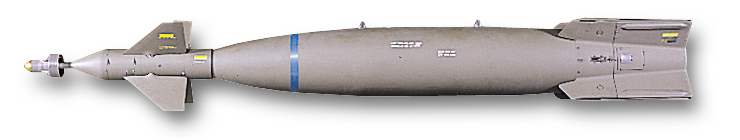
Amerykańska bomba naprowadzana laserowo GBU-10

Bomba naprowadzana laserowo – rodzaj bomb kierowanych, których naprowadzanie zapewniane jest przez układ elektroniczno-mechaniczny zdolny do detekcji punktu odbicia wiązki laserowej od celu. Bomby naprowadzane laserowo stanowią głowice wyposażone w układy elektroniczne i mechaniczne, zapewniające laserowe naprowadzanie głowicy na cel w terminalnej fazie lotu. Układ elektroniczno-mechaniczny jest zestawem, który może zostać dołączony do różnego rodzaju głowic, w tym ogólnego bądź specjalnego przeznaczenia. Zestaw tego rodzaju zawiera kontrolowany przez układ komputerowy zestaw skrzydeł montowanych z przodu głowicy, sekcję detekcji, sekcję komputerową i układ kontroli, a także nieruchomy zestaw skrzydeł montowany w części ogonowej bomby, którego celem jest stabilizacja jej lotu i polepszenie działania aerodynamicznej siły nośnej. Laserowy system naprowadzania kieruje bombę w kierunku punktu obicia wiązki laserowej od celu, który jest wykrywany przez zamontowany w bombie detektor. Wiązka laserowa odbijająca się od celu może być generowana przez nosiciela bomby bądź, częściej, przez inny samolot wyposażony w znacznik laserowy, ewentualnie przez różnego rodzaju jednostki na ziemi.